# Couvent des Cordeliers de Valréas
Le Couvent des Cordeliers, est un couvent de franciscains, à Valréas, dans le département de Vaucluse. 

## Histoire
La communauté des franciscains, installée à Valréas depuis le XIIIe siècle, fait construire un couvent au XIVe siècle pour se protéger, en intra-muros. Les travaux sont autorisés par une bulle papale, de Clément VII, en 1391. Ils durent deux ans, en 1394 et 1395.
Depuis 1979, le théâtre du Rond-point, et la compagnie Albert Simmond, propose une trentaine de spectacles par an, dans cet édifice, transformé en salle multi-culturel.
Il est classé au titre des monuments historiques depuis 5 décembre 1984, pour une première partie, et depuis le 9 novembre 2006 pour le reste.

## Construction
Composé dès le début d'un cloître et d'une église, le couvent ne laisse apparaitre, en extérieur, que la façade ouest de cette dernière. L'église est composée de six travées, au plafond à arcs-diaphragmes. Le chœur et certaines chapelles comportent des voutes à ogives. Le corps de la nef provient de chapelle initiale, du premier couvent, dont les pierres ont été transférées dans la nouvelle église en 1399. La première chapelle latérale ne dépendait pas du couvent, mais était la possession de la confrérie des pénitents noirs. Elle est cédée au couvent en 1596, puis reliée à l'église. Le clocher de l'église, qui a été également transféré du premier couvent, a fait l'objet d'une surélévation ultérieure, en 1459. Il dispose d'un double cadran solaire.

## À voir aussi